# 居酒屋もへじ
『居酒屋もへじ』（いざかやもへじ）は、2011年から2017年までTBS系で放送されていた日本のテレビドラマ。

## 概要
一見さんお断りの小さな居酒屋にふらりと現れる女性客と水谷豊演じる店主とその家族、そしてその店の常連客たちによるコメディタッチな作風の人情劇。“とても温かいところへ、人が集まってくる”というのが作品の大きなテーマとなっている。上野生まれの石井ふく子プロデューサー自らが下町を歩いて見つけた居酒屋を舞台とした、完全オリジナルドラマである。
第3弾「〜嵐の恋〜」のプロモーションでは、その上野だけでなく、シルバー世代で賑わう巣鴨など、地域限定でポスターや中吊り広告による一点集中型告知が行われた。

## キャスト
括弧内の数字は、第何作に出演したかを表す。

### 米本家
米本平次
演 - 水谷豊
「居酒屋もへじ」店主。涙もろく、困っている人を見ると放っておけない性格のため、血の繋がりはない明・さやか・実、そして三郎と共に生活している。
米本（高木）明
演 - 高田翔
長男。
米本さやか
演 - 諸星すみれ
長女。
米本実
演 - 土師野隆之介
次男。
米本三郎
演 - 桂文珍
爺ちゃん。

### 「居酒屋もへじ」の客
一見客（ゲスト）
第3作までは一見さんお断りだったが、第4作からは千客万来のスタイルへと経営方針を変える。
- 佐伯陽子 - 松坂慶子(1,6)
- 木原しの - 若尾文子(2,4)
- 西川美香 - 藤山直美(3)
- 市川ゆかり - 高島礼子(4)
- 川上遥 - 一路真輝(5)
- 川上香純 - 栗本有規(5)
- 高木健也 - 船越英一郎(6)

常連客
- 校長先生 - 角野卓造(1 - )
- 社長 - 六平直政(1 - )
- 五郎 - 川﨑麻世(1)
- ミシン屋 - 松村雄基(1)
- フジモト - 佐藤輝(1)
- ジミー坂田（坂田太郎） - 井上順(2 - )
- 川田まゆみ - 岸本加世子(2 - )
- 幸介 - 緒形幹太(1,2)

### 喫茶店「橋」
- 由亀 - 奈良岡朋子(1 - )
- 青島 - 石坂浩二(1)

### その他
- 川端澄子 - 北川弘美（1）
- 岸田あかり - 大和田美帆（2）
- まつ - 一谷伸江（4）
- 小森航の母 - 沢田雅美（5）
- 糸井菜穂 - 佐津川愛美（5 - ）
- 坂田富枝 - いまむらいづみ（5）
- 楠田拓 - えなりかずき（6）[8]
- とき - 中西ちか子（6）[8]
- 山ちゃん - 別府康男（6）[8]

## スタッフ
- 脚本 - 黒土三男
- 演出 - 清弘誠
- 音楽 - 佐良直美
- 主題歌 - 佐良直美「いのちの木陰」[9]（作詞：山川啓介・作曲：渋谷毅）
- プロデューサー - 石井ふく子
- 製作著作 - TBS

## 放送日程
| 話数 | 放送日時                          | サブタイトル            | 脚本     | 演出   |
| ---- | --------------------------------- | ----------------------- | -------- | ------ |
| 1    | 2011年9月25日（日） 21:00 - 22:48 |                         | 黒土三男 | 清弘誠 |
| 2    | 2013年8月05日（月） 21:00 - 22:54 | 〜あなたとわたし〜      | 黒土三男 | 清弘誠 |
| 3    | 2014年8月04日（月） 21:00 - 22:54 | 〜嵐の恋〜              |          |        |
| 4    | 2015年6月08日（月） 21:00 - 22:54 | 〜恋という字〜          |          |        |
| 5    | 2016年6月27日（月） 21:00 - 22:54 | 〜母という字〜          |          |        |
| 6    | 2017年8月28日（月） 20:00 -       | 〜ありがとう 父ちゃん〜 |          |        |